# The Lament for Beowulf
The Lament for Beowulf opus 25 is een compositie van Howard Hanson voor koor en orkest.
Naar aanleiding van zijn 4e symfonie ontving Hanson de Pulitzer-prijs. Als gevolg daarvan kon hij verder studeren in Italië, alwaar hij drie jaar verbleef. Bij een uitstapje naar Engeland maakte hij kennis met het historische verhaal van Beowulf; en met name de versie/vertaling van William Morris en A.J. Wyatt. Hij was zo onder de indruk, dat hij een toonzetting maakte voor de verzen Hij begon aan deze compositie gedurende zijn verblijf in Schotland en voltooide het in Rome, vlak nadat hij was benoemd tot directeur van de befaamde Eastman School of Music. Ook nu is de muziek van deze eendelige compositie laat-romantisch.
De première werd gegeven op het Ann Arbor festival in 1926 onder leiding van de componist zelf.

## Bron en discografie
- Uitgave Delos International 3105; koor en orkest van Seattle o.l.v. Gerard Schwarz.